# جلال زكي
الأستاذ الدكتور جلال زكي (ولد في دسوق بمحافظة كفر الشيخ في 9 مارس 1936)، هو أستاذ جراحة عظام مصري، ومؤسس قسم جراحة العظام بجامعة أسيوط ورئيسه منذ إنشائه وحتى سنة 1996، ورئيس سابق لجمعية جراحة العظام المصرية. حاصل على جائزة الدولة التقديرية في العلوم الطبية سنة 2008 ووسام التميز من الطبقة الأولى سنة 2002.

## مولده ونشأته
ولد جلال الدين زكي محمد سعيد في دسوق بمحافظة كفر الشيخ يوم الإثنين 9 مارس 1936، لأسرة تتكون من والديه وستة أبناء. كان والده مهندسًا ميكانيكيًا تخرج في مدرسة المهندسخانة الملكية (التي أصبحت فيما بعد كلية الهندسة بجامعة القاهرة)، وكان مسؤولًا عن إدارة الأعمال الهندسية في البلديات، مما جعله يتنقل بأسرته في كثير من المدن، أما والدته فقد تفرغت لأسرتها بعد أن أتمت دراستها الثانوية، ويشير جلال زكي إلى أن والده هو الذي علمه مبادئ الميكانيكا وحببه فيها، مما أثر في اختياره لتخصص جراحة العظام فيما بعد.
التحق جلال زكي بالمدارس الحكومية في خمس مدن، هي القناطر الخيرية وسوهاج والمنصورة ودمنهور، وحصل على شهادة التوجيهية من مدرسة بنها الثانوية عام 1952 بمجموع 73%، وهو مجموع أهله للالتحاق بكلية طب جامعة القاهرة.

## تدرجه العلمي
حصل جلال زكي على بكالوريوس الطب والجراحة من جامعة القاهرة سنة 1958، ثم شهادة المعادلة الأمريكية لطلاب الطب الأجانب ECFMG في سبتمبر 1959، وفي سنة 1961 حصل على دبلوم الجراحة العامة من جامعة القاهرة ثم دبلوم جراحة العظام في العام التالي من نفس الجامعة، وما لبث أن حصل على درجة الدكتوراه في جراحة العظام ـ من جامعة القاهرة أيضًا ـ سنة 1964.

## التدريب الطبي
عمل جلال زكي عقب تخرجه بوظيفة طبيب امتياز بمستشفى قصر العيني الجامعي التابع لجامعة القاهرة عامي 1959 و1960، ثم عمل طبيبًا مقيمًا بمستشفى قصر العيني الجامعي بين 1960 و1962، ثم زميلًا بقسم جراحة العظام والإصابات بمستشفى قصر العيني عام 1963.
بين عامي 1966 و1967 كان جلال زكي زميلًا بمستشفى صوفي مندي Sophies Minde لجراحة العظام في العاصمة النرويجية أوسلو، كما عمل في المستشفيات العسكرية أثناء الحروب؛ إذ عمل طبيبًا بمستشفى الحلمية العسكري بالقاهرة أثناء خدمته العسكرية، وضابط احتياط طبيب لعلاج إصابات الحرب في عامي 1964 و1973.

## المناصب الأكاديمية
بعد إنهائه فترة الامتياز في مارس 1962، عين جلال زكي معيدًا بقسم الجراحة الخاصة بمستشفى جامعة أسيوط في نفس العام، مع إلحاقه كزميل بمستشفيات جامعة القاهرة، ثم جند بالقوات المسلحة عامي 1963 و1964، وعقب عودته من القوات المسلحة عين مدرسًا بقسم الجراحة الخاصة بكلية طب جامعة أسيوط سنة 1965، وفي نفس العام صار أول مدير عام لمستشفيات جامعة أسيوط ـ في عهد الدكتور سليمان حزين أول رئيس للجامعة ـ ولم تكن سنه آنذاك تزيد على الثلاثين.
في سنة 1969 رقي جلال زكي إلى درجة أستاذ مساعد بقسم الجراحة الخاصة بجامعة أسيوط، ثم رقي إلى درجة أستاذ بالقسم سنة 1973، ثم رأس مجلس قسم الجراحة الخاصة بين عامي 1974 و1980، وشغل منصب نائب رئيس قسم الجراحة الخاصة لشؤون جراحة العظام والطب الطبيعي في 1 مارس 1988، ثم عاد إلى رئاسة قسم الجراحة الخاصة بين عامي 1988 و1991، ثم رئاسة قسم جراحة العظام سنة 1994 وحتى تعيينه أستاذًا متفرغًا بالقسم سنة 1996.
ويذكر أن الدكتور جلال زكي ظل رئيسًا لقسم جراحة العظام بجامعة أسيوط لمدة 31 عاماً امتدت من عام 1965 إلى عام 1996، بما في ذلك الفترة التي كان فيها قسم جراحة العظام جزءًا مما كان يسمى بقسم الجراحة الخاصة، وقد كان عليه أن يعمل منفردًا لمدة ثمان سنوات في إنشاء القسم وتجهيزه منذ تعيينه أول عضو هيئة تدريس بالقسم سنة 1965 وحتى عُين عضو هيئة التدريس التالي بالقسم.
عمل جلال زكي مستشارًا لوزير الصحة الدكتور إسماعيل سلام لشؤون محافظات الصعيد بين 1996 و2001، وممتحنًا خارجيًا لدرجة الدكتوراه بجامعة الخرطوم أعوام 2004 و2005 و2009، وعضوًا بلجنة الممتحنين بامتحانات دبلوم الجمعية الدولية لجراحة العظام والإصابات SICOT.
عين الدكتور جلال زكي أستاذًا غير متفرغ بقسم جراحة العظام بجامعة أسيوط عام 2006.، ومن هواياته علم المصريات وعلم الفلك.

## عضوية اللجان المحلية
- عضو اللجنة العليا لترقية الأساتذة بالمجلس الأعلى للجامعات (من 1978 وحتى الآن)
- رئيس اللجنة العليا لترقية الأساتذة بالمجلس الأعلى للجامعات في دورتها السادسة (من 1995- 1998)
- رئيس اللجنة العليا لترقية الأساتذة بالمجلس الأعلى للجامعات في دورتها العاشرة (المقررة من 2008-2011)

## عضوية الجمعيات المتخصصة في جراحة العظام
- عضو بالأكاديمية الأمريكية لجراحي العظام.
- عضو فخري بجمعيات جراحة العظام في كل من تركيا وكوبا والسودان.
- رئيس جمعية جراحة العظام المصرية  عام 1995، ثم رئيس فخري للجمعية بعد ذلك.
- نائب رئيس الجمعية الدولية لجراحة العظام والإصابات  ( بالفرنسية: Société Internationale de Chirurgie Orthopédique et de Traumatologie) والمسماة اختصاراً SICOT بين عامي 2002 و2005 وأعيد انتخابه من 2005 إلى 2008، وكان ممثل مصر بالجمعية من سنة 1998 إلى سنة 2012، وقد تولى -بصفته هذه - تنظيم ورئاسة مؤتمر الجمعية الذي عقد بالقاهرة في سبتمبر 2003.[1]
- عضو مجلس أمناء جمعية دراسة التثبيت الداخلي للكسور AO بين عامي 1999 و2004.

## الجوائز والتكريم
من أبرز الجوائز التي حصل عليها:
- ميدالية بوركيني (بالتشيكية: Medaile Jana Evangelisty Purkyně) من الأكاديمية التشيكية للعلوم (2 سبتمبر 2009)[5][6]
- جائزة الدولة التقديرية في العلوم الطبية (2008)[7]
- الميدالية الذهبية لجامعة أسيوط (2003)
- وسام التميز من الطبقة الأولى (2002)
- درع محافظة أسيوط (4 مرات)، ودرع جامعة أسيوط (6 مرات)، ودرع جامعة الأزهر (مرة واحدة)، ودرع نقابة أطباء مصر (5 مرات)، ودرع جمعية جراحة العظام المصرية (4 مرات).

## أسرته
الدكتور جلال زكي متزوج من الدكتورة نادية شعيب، أستاذة الاقتصاد بكلية التجارة بجامعة أسيوط، ولهما ابن وابنة: الابنة ـ داليا ـ تعمل أستاذًا مساعدًا بمعهد بحوث أمراض العيون، والابن ـ حاتم ـ يعمل أستاذًا بقسم جراحة العظام بجامعة أسيوط ويتخصص في جراحة مناظير المفاصل.

## وصلات خارجية
- أ. د. جلال زكي ـ سيرة ذاتية تفصيلية باللغة الإنجليزية على موقع جامعة أسيوط نسخة محفوظة 12 مارس 2020 على موقع واي باك مشين.